# Association Hospitalière Sainte-Marie
L’Association Hospitalière Sainte-Marie est une association loi de 1901 à but non lucratif, créée en 1974, qui assure, dans le cadre de sa mission de service public, des activités de prévention, de soins, de post-cure en psychiatrie générale et infanto-juvénile, prenant en charge enfants, adolescents, adultes et personnes âgées.
L'Association est présente dans huit départements du quart sud-est de la France (Allier, Alpes-Maritimes, Ardèche, Aveyron, Drôme, Haute-Loire, Puy-de-Dôme, Rhône).
L’institution fait partie de la Fédération des établissements hospitaliers et d'aide à la personne privés non lucratifs (FEHAP).

## Histoire

### Début
En 1827, le père Joseph-Marie Chiron (1797-1852) alors aumônier de la prison de Privas décide, en accord avec les sœurs de Sainte Marie de l'Assomption et Mère Agnès (1801-1839), la première Supérieure, de l'ouverture d'un premier asile. En mai 1827, l'asile de Privas ouvre ses portes, accueillant ses deux premières malades.

### Développement des asiles
En 1836, une seconde maison Sainte-Marie ouvre à Clermont-Ferrand.
Avant l‘instauration de la Loi du 30 juin 1838 ou Loi portant réforme du droit des incapables majeurs qui oblige chaque département à se munir d’un établissement public spécialement destiné à recevoir et soigner les aliénés, la Congrégation Sainte-Marie de l’Assomption possède deux institutions capables d’accueillir des malades.
Afin de protéger les établissements de l'institution Sainte-Marie, le Père Chiron crée le 28 août 1840 la Société Civile Sainte-Marie. Cette dernière est composée d’un administrateur qui est aidé d’un conseil et de sociétaires. En 1843, le Père Chiron laisse la direction des établissements au Père Jean-Marie Bal. Sous la surveillance de ce dernier, la Société Civile Sainte-Marie acquiert l'Asile de La Cellette (Corrèze) en 1842, celui du Puy-en-Velay en 1850 puis celui de Nice, dit Asile de Saint-Pons, en 1862. En 1931, la Société Civile prend possession de l'Asile de Rodez situé à Cayssiols en Aveyron.

#### Les Frères de Sainte-Marie
En 1839, la branche masculine de la Congrégation, les Frères de Sainte-Marie, est créée pour soigner les malades mentaux masculins. Cette division, nommée « Les bons frères », s’installe à La Cellette en Corrèze. À la suite de l'évolution du droit canonique, la branche masculine devra faire sécession en 1925. Les Frères de Sainte-Marie conservent La Cellette jusqu’en 1927 puis rejoignent l’Ordre de Saint-Jean de Dieu.

### La professionnalisation des soins
Pour Sainte-Marie, l’après-guerre marque le début d’une période de professionnalisation des soins. Dès 1954, de nombreux laïcs rejoignent les Sœurs afin de les soutenir dans l’avancée de la prise en charge des malades mentaux qui est notamment due à la découverte des médicaments psychotropes et au développement des activités socio-thérapeutiques.

## L'Association

### Histoire de l’Association
La Loi du 22 novembre 1972, qui abroge les sociétés civiles non commerciales, oblige l’institution à changer de statut. Le 11 octobre 1974, l’Association Hospitalière Sainte-Marie (AHSM), association loi de 1901, est déclarée à la Préfecture du Puy-de-Dôme.
En 2011, l’Association dépose de nouveaux statuts qui modifient profondément sa gouvernance, enclenchant un processus de décentralisation des décisions. Le Conseil d’Administration est élargi et cinq instances locales (Conseils Associatifs de Surveillance) sont créées dans les départements où sont présents les Centres Hospitaliers Sainte-Marie (CHSM).
En 2020, l’Association Hospitalière Sainte-Marie gère 46 établissements (sanitaires, sociaux, médico-sociaux, instituts de formation) repartis sur huit départements : Allier, Alpes-Maritimes, Ardèche, Aveyron, Drôme, Haute-Loire, Puy-de-Dôme et Rhône.
L'une des dernières acquisitions du groupe date du 1er septembre 2020 avec la reprise de l'Association Adélaïde Perrin. Pour la première fois, l'AHSM s'implante dans le Rhône avec la reprise des trois sites de l'Association Adélaïde Perrin basés à Lyon (Ainay, Confluence) et Vénissieux. Un sixième Conseil Associatif de Surveillance a alors été créé.

### Organisation de l’Association
Depuis 2011, la gouvernance repose sur :
- Un conseil d'administration (CA) présidé par Alain Noziglia[2] et son bureau. L’Assemblée générale est composée de 54 membres (chiffre en juin 2016).
- Six Conseils Associatifs de Surveillance (CAS), instances locales agissant par délégation du conseil d’administration.

Cette gouvernance s’appuie sur : 
- Une Direction Générale, située à Chamalières, dirigée par Jean-Paul Pernet-Solliet[3].
- Cinq directions locales.

### Établissements de l’AHSM
L’Association Hospitalière Sainte-Marie dispose de cinq centres hospitaliers qui assurent une mission de service public en santé mentale : le Centre Hospitalier Sainte-Marie (CHSM) Clermont-Ferrand, le CHSM Nice, le CHSM Privas, le CHSM Le Puy-En Velay et le CHSM Rodez.
Au total, l'AHSM gère 46 établissements privés non lucratifs :
- 5 Centres Hospitaliers spécialisés en psychiatrie
- 3 Cliniques
- 2 Maisons des Adolescents (MDA)
- 2 Unités de soins de longue durée (USLD)
- 10 Établissements d’Hébergement pour Personnes Âgées Dépendantes (EHPAD)
- 2 Instituts de formation
- 4 Maisons d’Accueil Spécialisées (MAS)
- 3 Centres de Soins, d’Accompagnement et de Prévention en Addictologie (CSAPA)
- 2 Établissements d’Accueil Médicalisés (EAM)
- 1 Service d’Accompagnement à la Vie Sociale (SAVS)
- 1 Centre d’Évaluation et de Diagnostic de l’Autisme (CEDA)
- 1 Service Médico-Psychologique Régional (SMPR)
- 2 Foyers d’Hébergement
- 3 Établissements et Services d’Aide par le Travail (ESAT)
- 1 Résidence autonomie
- 3 Foyers de vie
- 1 Centre d’Activité de Jour pour les personnes en situation de handicap

Le Groupe est désormais présent sur 3 régions (Provence-Alpes-Côte d'Azur, Occitanie et Auvergne-Rhône-Alpes) et 8 départements (Allier, Alpes-Maritimes, Ardèche, Aveyron, Drôme, Haute-Loire, Puy-de-Dôme et Rhône).

### Liens externes
- Site officiel
- L'Association Hospitalière Sainte-Marie sur Hopital.fr
- L'Association Hospitalière Sainte-Marie sur le portail internet de la Bibliothèque Nationale de France (BNF)
- Les Sœurs de Sainte-Marie de l'Assomption sur le portail internet de la BNF
- Sculptures "La Sainte Famille et le Père Chiron" par Carlo Sarrabezolles sur petit-patrimoine.com